# كين دولان
الأدميرال الخلفي كينيث ألان «كين» دولان (بالإنجليزية: Kenneth Allan "Ken" Doolan)‏ (ولد في 15 يناير 1939 في سيدني، أستراليا) ضابط في البحرية الأسترالية ومؤلف ويعمل حاليا الرئيس الوطني للعودة والخدمات لرابطة أستراليا. هو أدميرال خلفي متقاعد من البحرية الملكية الأسترالية وأهم مناصبه هي قائد بحرية أستراليا والقائد العملياتي لجميع القوات المقاتلة الأسترالية المنتشرة في حرب الخليج الثانية.

## النشأة
ولد دولان في سيدني وتلقى تعليمه الابتدائي في بريزبان.

## المسيرة العسكرية البحرية
انضم دولان إلى البحرية الملكية الأسترالية كضابط بحري في عمر 13 في يناير عام 1953 ودرس في كلية البحرية الملكية الأسترالية. تخرج في عام 1956 وتلقى تدريبا على البحر في الفرقاطة سوان في عام 1957 وفي ديسمبر 1958 تخرج من كلية البحرية الملكية البريطانية في دارتموث بديفون.
شملت المشاركات الهامة التي عقدت خلال حياته المهنية البحرية لمدة 41 عاما:
- ياور الحاكم العام فيكونت دي ليزلي، 1964-1965
- السكرتير العسكري للحاكم العام اللورد كيسي، 1965
- ضابط التوجيه في المدمرة فامبير خلال المواجهة الإندونيسية الماليزية، 1966
- ضابط التنقل في مدمرة الصواريخ الموجهة بيرث خلال حرب فيتنام، 1970-1971
- كلية القيادة والقوات المسلحة الكندية، 1980، بما في ذلك منح شهادة الماجستير مارينر
- التكليف بقيادة سفينة الرفع الثقيلة البرمائية طبرق، 1981
- قائد مدمرة الصواريخ الموجهة بريسبان، 1984-1985
- الملحق البحري، واشنطن العاصمة، الولايات المتحدة الأمريكية، 1987-1989
- نائب رئيس الأركان البحرية، 1989-1990
- القائد البحري لأستراليا، 1990-1991، بما في ذلك تعيينه قائدا تشغيليا لجميع القوات المقاتلة الأسترالية المنتشرة في حرب الخليج الثانية
- مساعد رئيس قوة الدفاع (التنمية)، 1991 - 1993 (متقاعد)

## المسيرة المهنية الثانية
بعد مغادرة القوات الدفاع الملكية الأسترالية كان دولان:
- مفوض التحقيق في مجمع الساحل الشرقي للأسلحة، 1994-1996
- عضو محكمة تعويضات قوات الدفاع، 1996-1999
- الأمين الوطني لرابطة أستراليا وأمين سر مؤسسة تلك الرابطة، 2002-2005
- عضو لجنة الدفاع الوطني للعودة ورابطة الخدمات، 2002 - 2009
- أنشأ شركة نشر كتب مع زوجته - غرينكل برس، 2006
- رئيس المعهد الأسترالي للملاحة، 2007
- الرئيس الوطني لرابطة عودة الخدمات في أستراليا، سبتمبر 2009

كان أول من أعلن عنه بأنه رئيس رابطة عودة الخدمات في أستراليا في أواخر سبتمبر 2009 عندما أدلى ببيانات لدعم بريانا تيل الأرملة الحامل لجندي أسترالي الرقيب بريت تيل الذي قتل في حرب أفغانستان (عملية الشبشب) في وقت مبكر 2009.

## العائلة
دولان متزوج من إلين. يعيشان في المناطق الريفية في ولاية نيوساوث ويلز بالقرب من العاصمة الوطنية كانبرا بإقليم العاصمة الأسترالية.

## المؤلفات
- السلطة البحرية في القرن العشرين - التجربة الأسترالية الفصل 13، ألين & أونوين، 1998
- وجود قائد: حياة غ. إتش. باركر بوكسيلر، عالم في الطبيعة وعالم في الطيور، جينينديرا بريس، 2002[2]
- كنا ضباط بحريين - 50 عام (مساهم وناشر)، غرينكل للنشر، 2006
- طبرق: سفينة حربية لكل أزمة، غرينكل للنشر، 2007[3]
- القط الصلب: قصة بريسبان: محارب قديم في حربي فيتنام والخليج، غرينكل للنشر، 2009[4]